# Glasgow Art Club

Der Glasgow Art Club ist eine Vereinigung von schottischen Künstlern und Kunstinteressierten. Er wurde 1867 gegründet und hat seinen Sitz in 185 Bath Street in Glasgow. Der Club hat dort eigene Studios, Galerien und Konferenzräume und veranstaltet regelmäßig Kunstausstellungen, Konzerte und Dinnerpartys.

## Geschichte
Der Glasgow Art Club wurde 1867 von William Dennistoun, einem jungen Amateurkünstler, gegründet.  Dennistoun war aufgrund seiner angeschlagenen Gesundheit gezwungen, Glasgow zu verlassen und auf dem Land Linderung seiner Beschwerden zu suchen. Seine Freunde, die ihn regelmäßig auf seinem Cottage in Kilpatrick besuchten, schlugen vor, dass sie einen Kunstklub gründen sollten. Zusammen mit etwa 10 anderen Amateurkünstlern führte Dennistoun einleitende Diskussionen in einer Teestube über einer Bäckerei. Die konstituierende Sitzung fand im Waverley Temperance Hotel in der Buchanan Street statt. Bei ihren monatlichen Sitzungen brachten alle Mitglieder Gemälde mit, meistens Aquarelle, die von den anderen kommentiert und kritisiert wurden. Natürlich kam es dabei gelegentlich zu handfesten Auseinandersetzungen.
In den 1870er Jahren wuchs die Anzahl der Mitgliedschaft stetig an, so dass auch Berufskünstler um Aufnahme in den Club baten. Die Gesuche von manchen jungen Künstlern, die später als die Glasgow Boys bekannt werden sollten, wurden zunächst abgelehnt. Darunter waren James Guthrie, Edward Arthur Walton, William York MacGregor und James Paterson. Die räumlichen Beschränkungen im Waverley Temperance Hotel wurden nun so offensichtlich, dass der Klub 1875 in das Sauchiehall Street Hotel, auch bekannt als The Waverly, umzog, wo nun größere Veranstaltungen abgehalten werden konnten.
Am Ende der 1870er Jahre wurde es erforderlich, dauerhafte Räumlichkeiten für die Aktivitäten des Klubs zu finden. 1878 mietete man Räume in 62 Bothwell Circus. Die Bezahlung der Miete und der Ankauf des Mobiliars war möglich geworden, da der Klub in den vergangenen Jahren durch Verkäufe von Bildern genug Geld eingenommen hatte. Die hohen Fixkosten zwangen den Klub aber, ständig neue Mitglieder zu gewinnen, darunter auch die zunächst abgelehnten Glasgow Boys. Mitte der 1880er Jahre setzte eine Gruppe von einflussreichen Mitgliedern um James Guthrie sogar durch, dass auch kunstinteressierte Laien in den Klub aufgenommen wurden. Allerdings dauerte es 1983, dass auch Frauen in den Klub eintreten konnten.
Ende der 1880er Jahre zog der Klub nochmals um, diesmal in die 151 Bath Street. Die stark angewachsene Mitgliederzahl erforderte aber den Ankauf eigener Räume. Daher kaufte der Klub zu Beginn der 1890er Jahre in der  185 Bath Street zwei aneinandergrenzende Stadthäuser. John Keppie, ein Mitglied des Klubs, wurde mit der Organisation des Umzugs betraut. Er richtete auch eine Galerie in den kleinen Hinterhofgärten der Gebäude ein. Nach neuesten Erkenntnissen half der junge Charles Rennie Mackintosh bei der dekorativen Ausgestaltung der Galerie. In den Räumen wurden in den folgenden Jahrzehnten zahlreiche Dinner, Tänze, Konzerte, Vorträge und Ausstellungen veranstaltet.

## Bedeutende Mitglieder
- James Craig Annan
- James Bridie
- Emilio Coia
- David Donaldson
- Thomas Millie Dow
- Robert Cunninghame Graham
- James Guthrie
- Alexander Goudie
- John MacCormick
- William York MacGregor
- Neil Munro
- Francis Henry Newbery
- James Paterson
- Alexander Roche
- Edward Arthur Walton